# Trosteaneț, Kiverți
Trosteaneț (în ucraineană Тростянець) este localitatea de reședință a comunei Trosteaneț din raionul Kiverți, regiunea Volînia, Ucraina.

## Demografie
Componența lingvistică a localității Trosteaneț
     Ucraineană (98,93%)
     Alte limbi (0,95%)
Conform recensământului din 2001, majoritatea populației localității Trosteaneț era vorbitoare de ucraineană (98,93%), existând în minoritate și vorbitori de alte limbi.